# NWB VT 500
De VT 500, is een dieselmechanisch motorrijtuig of treinstel van het type Alstom Coradia LINT 41, een zogenaamde light train met lagevloerdeel voor het regionaal personenvervoer van de NordWestBahn (NWB).

## Geschiedenis
De LINT is ontworpen door fabrikant Linke-Hofmann-Busch (LHB) uit Salzgitter. Het acroniem LINT staat voor "Leichter Innovativer Nahverkehrstriebwagen". De treinen vervangen oudere treinen.
De NordWestBahn GmbH (NWB) is een private spoorwegonderneming die sinds het jaar 2000 meerdere hoofd en lokale trajecten in Noord- en West-Duitsland bedient. De aandelen van NordWestBahn zijn voor 64% in handen van Veolia Verkehr GmbH, Berlijn, voor 26% in handen van Stadtwerke Osnabrück AG en voor 10% in handen van Verkehr und Wasser GmbH Oldenburg. De onderneming is gevestigd te Osnabrück.
Deze treinstellen worden van Landesnahverkehrsgesellschaft Niedersachsen (LNVG) gehuurd.

## Constructie en techniek
Het treinstel is opgebouwd uit een aluminium frame met een frontdeel van GVK. Typerend aan dit treinstel is de toepassing van Scharfenbergkoppeling met het grote voorruit. De treinen werden geleverd als tweedelig dieseltreinstel met mechanische transmissie. De trein heeft een lagevloerdeel. Deze treinen kunnen tot drie stuks gecombineerd rijden. De treinen zijn uitgerust met luchtvering. In 2015 zijn de treinstellen  naar voorbeeld van treinstellen van Erexx voorzien van sneeuwruimers.

## Treindiensten
De treinen worden sinds 5 november 2000 door NordWestBahn op ingezet het volgend traject.
- KBS 390: Wilhelmshaven - Oldenburg (Oldb) Hbf - Bremen Hbf (vervanger voor de voormalige Interregio Oldenburg - Wilhelmshaven)
- KBS 392: Wilhelmshaven - Oldenburg (Oldb) - Osnabrück Hbf, (traject Wilhelmshaven - Osnabrück)
- KBS 393: Wilhelmshaven - Sande - Jever - Wittmund - Esens, (traject Sande - Esens)
- KBS 394: Bremen Hbf - Delmenhorst - Vechta - Osnabrück Hbf, (traject Delmenhorst - Osnabrück)

De treinen worden van 13 december 2009 tot december 2024 door NordWestBahn ingezet op de volgende trajecten.
- RE 10 Niers-Express: Kleve - Düsseldorf Hbf (KBS 495)
- RB 31 Der Niederrheiner: Duisburg Hbf - Xanten (KBS 498)